# Make It Funky!
Make It Funky! is een Amerikaanse documentaire uit 2005, geregisseerd, geschreven en gecoproduceerd door Michael Murphy. In de originele versie ondertiteld als "Het begon allemaal in New Orleans", presenteert de film een geschiedenis van de muziek uit New Orleans en de invloed ervan op rhythm-and-blues, rock-'n-roll, funk en jazz. De film zou in september 2005 in de bioscoop worden uitgebracht, maar werd teruggetrokken door Sony Pictures, nadat de orkaan Katrina in augustus grote verwoestingen had aangericht in New Orleans. Met als achtergrond een concert van 27 april 2004 in het Saenger Theatre in New Orleans, bevat de film ook archiefbeelden van optredens, foto's en interviews met vele muzikanten en anderen die betrokken waren bij de beginjaren en hoogtijdagen van de muziek van New Orleans. Verteller in de film is Art Neville en tot de geïnterviewden behoren lokale muziekpioniers Allen Toussaint, Lloyd Price, Irma Thomas en Aaron Neville, hedendaagse New Orleans-muzikanten Kermit Ruffins en Trombone Shorty, evenals rockmuzikanten Bonnie Raitt en Keith Richards, die de invloed van de muziek uit New Orleans op hun carrière beschrijven. De tekst van de openingsbeelden luidt: "Het verhaal van hoe deze muziek werd gemaakt weerspiegelt een strijd voor sociale en raciale gelijkheid tussen zwart en wit Amerika. Het is ook een verhaal van hoe muziek kan verenigen, verheffen en, in het geval van New Orleans, creëren een geluid dat de wereld beïnvloedde."

## Korte inhoud
De film begint met een oudere Afro-Amerikaanse muzikant uit New Orleans die een jonge jongen leert hoe hij zijn pianospel moet begeleiden met behulp van een trompetmondstuk. Dit wordt gevolgd door verschillende fragmenten van interviews met verschillende muzikanten, waarin wordt besproken wat de muziek uit New Orleans anders maakt dan andere genres; ze zijn het er allemaal over eens dat het de unieke beat is, de second line backbeat (ook bekend als New Orleans Beat) die het publiek helpt te dansen op de muziek.
Er volgt een discussie over de multiculturele invloeden die door de eeuwen heen het muzikale geluid van New Orleans hebben helpen vormgeven: de koloniale overheersing door de Spanjaarden en Fransen, maar ook door immigranten van de Caribische eilanden en tot slaaf gemaakte Afrikanen. De jazzbegrafenis- en second linetradities komen aan bod, evenals de rol van de Social Aid en Pleasure Clubs. Tegen het einde van de jaren veertig dreigden de brassbandtradities verloren te gaan, maar de traditie werd nieuw leven ingeblazen door muzikanten als Danny Barker, later gevolgd door de Dirty Dozen Brass Band, die R&B-geluiden zoals die van Fats Domino in hun repertoire verwerkte.
De film vervolgt met de altijd aanwezige muzikale geluiden die in de wijken van New Orleans te horen zijn, en in het bijzonder de geschiedenis van de wijk Tremé en de muzikale reuzen die daar woonden en optraden, waaronder Louis Armstrong en Danny Barker. Kermit Ruffins vertelt over de geschiedenis van Congo Square, en Troy Andrews en Sammie Williams bespreken hoe het was om op te groeien in Tremé.
Jon Cleary, Bob French, Michele Barard en Steve Jordan bespreken de invloeden van Caribische en Afrikaanse culturen op de muziek van New Orleans, inclusief de praktijk van voodoo. Een geschiedenis van de Mardi Gras-indianen wordt verteld door Cyril en Charles Neville, inclusief de invloed van hun oom Big Chief Jolly.
De New Orleans-stijl van pianospel komt voorbij met pianisten als James Booker, Dr. John, Fats Domino en Professor Longhair. Allen Toussaint beschrijft de technische verschillen tussen de stijlen van Domino en Longhair. Het zuidelijke karakter van de muziek wordt door Toussaint besproken, inclusief de inspiratie tot zijn compositie "Southern Nights".
De impact van rassenscheiding op de muziekscene in New Orleans wordt door verschillende geïnterviewden besproken. Het belang van de "Dew Drop Inn" voor de lokale muziekgemeenschap wordt genoemd, inclusief de afwijzing door de nachtclub van rassenscheiding onder muzikanten en toeschouwers, wat destijds illegaal was. Earl Palmer vertelt hoe de rassenscheiding in New Orleans anders was dan in de rest van het Zuiden, en zei: "we deden alles samen, behalve samen naar school gaan". Art Neville herinnert zich een incident na een optreden in Mississippi in de jaren vijftig, toen er een briefje op de voorruit van hun auto werd achtergelaten waarop stond dat de band in de gaten werd gehouden door de Ku Klux Klan. DJ, muziekpromotor en platenwinkeleigenaar Jim Russell vertelt over de problemen die hij tegenkwam als blanke man die zwarte muziek wilde spelen in zijn radioprogramma's en Art Neville en The Hawkettes wilde boeken in een nachtclub die alleen voor blanken bedoeld was.
Een korte geschiedenis van J&M Recording Studio wordt gepresenteerd door oprichter Cosimo Matassa, inclusief het beleid van de studio om juridische segregatie en de invloed van bandleider, producer en songwriter Dave Bartholomew te negeren. Matassa besprak ook de opname van verschillende Little Richard-hits bij J&M, begeleid door veel New Orleans-muzikanten, waaronder drummer Palmer.
Aaron Neville herinnert zich het succes van zijn hit "Tell It Like It Is" uit 1966 en de bijbehorende tour, maar beweert dat hij nooit royalty's voor het nummer heeft ontvangen. Keith Richards beschrijft de invloed van het geluid op de vroege rock-'n-roll en zegt dat muzikanten uit New Orleans "de rol in rock stopten". Het belang van The Meters op de vroege funk wordt gedeeld door Jon Cleary en Art Neville. Charles Neville bespreekt de verschillende muzikale invloeden op The Neville Brothers en de volgende generatie Neville-muzikanten. Het historische verhaal van de film eindigt met een terugkeer naar het belang van de unieke beat van het New Orleansgeluid.

## Geïnterviewden
De volgende muzikanten of anderen die betrokken zijn bij de muziekscene in New Orleans worden genoemd en geïnterviewd, vaak voor een kleine hoeveelheid schermtijd.
- Aaron Neville
- Ahmet Ertegun oprichter van Atlantic Records
- Allen Toussaint
- Art Neville
- Bob French
- Bonnie Raitt
- Charles Neville
- Cosimo Matassa
- Cyril Neville
- Earl Palmer
- Fred Johnson Jr., Greg Stafford, en Benjamin Jones van Black Men of Labor
- Gregory Davis
- Ian Neville
- Irma Thomas
- Jim Russell
- Jon Cleary
- Keith Richards
- Ken Jackson, kleinzoon van Dew Drop Inn oprichter Frank Painia
- Kermit Ruffins
- Michele Barard, voodoo deskundige
- Sammie Williams van Big Sam's Funky Nation
- Steve Jordan
- Sylvester Francis
- Troy Andrews
- Victor Harris, Mardi Gras Indianchief

## Artiesten

### Volledige optredens
De volgende muzikanten of bands zijn te zien in de liveconcertsegmenten van de film, met huisband Poppa Funk's Boys, onder leiding van drummer Steve Jordan. Volledige uitvoeringen van de nummers (vermeld in volgorde van verschijning) zijn:
- Kermit Ruffins, Irvin Mayfield en Troy Andrews, met "Skokiaan"
- Dirty Dozen Brass Band met gastoptredens van Irvin Mayfield en Troy Andrews, met "My Feet Can't Fail Me Now"
- Big Sam's Funky Nation met gastster Troy Andrews in "Bah Duey Duey"
- Monk Boudreaux and the Golden Eagles, met "Sew, Sew, Sew"
- Toussaint en Jon Cleary, met "Tipitina"
- Toussaint en Irma Thomas, met "Old Records"
- Toussaint en Lloyd Price, met "Lawdy Miss Clawdy"
- Earl Palmer met gastzanger Ivan Neville, in "Rip It Up"
- Allen Toussaint, in een medley van zijn composities "Fortune Teller", "Working in the Coal Mine", en "A Certain Girl"
- Bonnie Raitt, met "What is Success"
- The Neville Brothers, met "Fire on the Bayou"
- Walter "Wolfman" Washington, met "Barefootin'"
- Snooks Eaglin met gast George Porter Jr., in "Come On (Let the Good Times Roll)"
- Keith Richards met "I'm Ready"
- Finale: alle uitvoerenden met "Hey Pocky Way"

### Archiefbeelden van optredens
De volgende muzikanten zijn te zien in archiefvideoclips (geen volledige optredens):
- Dave Bartholomew
- Dr. John
- Fats Domino
- Professor Longhair

### Andere beelden
- Quint Davis verschijnt op het podium in de rol van MC voor de concertgedeelten van de film.
- New Birth Brass Band, Treme Brass Band en Fi Yi Yi Mardi Gras Indianen zijn te zien in korte straatoptredens.
- Alvin Batiste Sr. en Joseph C. Bloom II verschijnen in de openingsscène.

## Productie
Make it Funky! was de eerste lange documentaire van regisseur Murphy.

### Ontwikkeling
De originele werktitel van de film was "Southern Nights", waarbij het concert werd gepromoot als "Make It Funky". Het idee voor de film ontstond tijdens een bezoek van regisseur Murphy en coproducent Cilista Eberle aan een plaatselijke muziekclub genaamd "Donna's Bar & Grill" in North Rampart Street, waar veel fanfares van de stad samenkomen. Na het oorspronkelijke idee om zich te concentreren op een (naamloze) grote muzikant uit New Orleans, evolueerde de film naar een bredere kijk op de rijke muziekgeschiedenis van de stad en haar invloed op verschillende muziekgenres, waaronder R&B, funk, rock, en jazz. Twee jaar van planning en onderhandelingen gingen vooraf aan het sluiten van de productie- en distributieovereenkomsten. In totaal duurde het project vijf jaar.
Regisseur Murphy is een New Orleanser van de vijfde generatie en zijn bedrijf (Michael Murphy Productions) heeft talloze muziekgerelateerde programma's geproduceerd voor televisie, radio en live satellietuitzendingen. Murphy verwierp de suggestie om de concertshow in New York te filmen. Hij zei dat het een ‘heel belangrijk element’ was dat ‘alle lokale muzikanten en gaststerren door dezelfde straten zouden lopen als Louis Armstrong, Danny Barker, Sidney Bechet en Fats Domino, dezelfde lucht zouden inademen, op dezelfde barkrukken zouden zitten.
Het exacte budget van de film is niet bekend, een bedrag van "zeven cijfers" en "bijna $ 3 miljoen" zijn genoemd, waarbij een groot deel van de financiering afkomstig was van een lening van de Hibernia National Bank, met als onderpand Murphy's persoonlijke bezittingen, waaronder een tweede hypotheek op zijn huis. Het was de eerste film die de bank ooit overwoog te financieren, hoewel andere volgden. De Louisiana Economic Development Corporation garandeerde een percentage van de banklening. De film werd opgenomen in New Orleans met een overwegend lokale crew, waardoor de productie in aanmerking kwam voor ongeveer $ 300.000 aan credits van Louisiana's toen twee jaar oude belastingkredietstimuleringsprogramma voor de filmindustrie. De muziek- en filmcommissies in New Orleans, evenals het kantoor van de gouverneur voor film- en televisieontwikkeling, waren allemaal een integraal onderdeel van de beginfase van het project.
Daniel Roth van "Revolution Studios" in Los Angeles was de uitvoerend producent van de film en bemiddelde in de distributieovereenkomst van de film met Columbia TriStar Home Entertainment, dat later onderdeel werd van Sony. Het oorspronkelijke plan was om de film wereldwijd te distribueren naar theaters, televisie en op dvd, met als doel "de inheemse muziek van de stad een enorme impuls te geven door een dieper begrip te kweken van de rol van New Orleans in de ontwikkeling van hedendaagse muziek".

### Pre-productie
Columbia TriStar keurde het project pas op 25 maart 2004 officieel goed, waardoor de producenten slechts vier weken de tijd hadden om het concert te plannen, artiesten te boeken, de show te promoten en kaartjes te verkopen. Het "Make It Funky"-concert vond plaats op 27 april 2004, de dinsdag tussen de twee weekenden van het New Orleans Jazz & Heritage Festival, waarop in de stad genoeg artiesten en muziekfans aanwezig zouden zijn voor de show.

### Filmen
Het concertgedeelte van de film is opgenomen in high-definition formaat met elf camera's en opgenomen in surround sound. Het concert in het Saenger Theater duurde bijna zes uur.
Murphy zei dat hij meer dan 30 uur aan beeldmateriaal door de hele stad had geschoten, waarbij hij beelden vastlegde van buurten die later door de orkaan Katrina werden beschadigd of verwoest.

## Release
De film was gepland voor een brede bioscooprelease, maar Sony wilde niet de indruk wekken profijt te trekken van de ramp, en bracht op 9 september 2005 de film in beperkte mate in de bioscoop, in New York in de Quad Cinemas in Manhattan en in Los Angeles in Grauman's Chinese Theatre. Er waren geen festiviteiten rond de release van de film, de show in Los Angeles was gratis en open voor het publiek, waarbij de aanwezigen een geldelijke bijdrage werd gevaagd ten behoeve van de New Orleans-muzikanten die door de orkaan hun huis en bezittingen kwijt geraakt waren.
Precies een jaar na de orkaan Katrina in 2006 bracht Sony de film uit in een tiental steden in de Verenigde Staten als herinnering aan het culturele belang van New Orleans voor het land.

## Ontvangst in de pers
De recensies van de film waren over het algemeen positief. Op Rotten Tomatoes heeft de film een waardering van 93% op basis van 14 recensies, met een gemiddelde score van 7,4/10. Bij Metacritic, dat een gewogen gemiddelde beoordeling toekent, heeft de film een gemiddelde score van 75 uit 100 gekregen, gebaseerd op zeven critici, die duiden op "over het algemeen gunstige recensies".
Variety publiceerde in juni 2005 een pre-releaserecensie, waarbij recensent Eddie Cockrell zei dat Art Neville "de geschiedenis van de stad met bevredigende details vertelt" en de vertelling verder omschrijft als "verhelderend". Hij prees de "spectaculaire trompetstrijd tussen Kermit Ruffins, Irvin Mayfield en Troy Andrews" en schreef dat de film "zou kunnen genieten van plichtmatige speeldata op groot scherm, maar echt zou pronken op kabeltv en dvd". Hij zei dat de "enige misstappen van de film een Las Vegas-achtige medley zijn van in New Orleans geschreven vroege rocknummers, uitgevoerd door Toussaint met de huisband van Jordan en een oprechte maar misplaatste versie van "I'm Ready" met Palmer, Washington en een uitbundige Keith Richards".
In zijn recensie in de New York Times, gepubliceerd in samenhang met de beperkte release van de film in die stad, slechts elf dagen nadat de orkaan Katrina aan land kwam, schreef criticus AO Scott: "Make it Funky! is de meest hartverscheurende film die ik in een tijdje heb gezien, allemaal temeer omdat verdriet het laatste is waar hij aan denkt. De documentaire van Michael Murphy, die de muzikale tradities van New Orleans viert... kan ook dienen als een treffende, hartverscheurende elegie voor de unieke bijdrage van de stad aan de Amerikaanse cultuur.'
New York Daily News-recensent Elizabeth Weitzman gaf de film een waardering van drie sterren en begon haar recensie van de opening van de film in New York met 'Hoewel het duidelijk bedoeld was als een vreugdevol feest, is door de timing van Make It Funky! het een aangrijpend requiem geworden. Ze besluit met "Een plotseling vitale biografie ... is een passend eerbetoon aan de unieke geschenken die New Orleans haar land de afgelopen eeuw heeft gegeven. Het bekijken ervan zou iedereen moeten inspireren om iets terug te doen."
Voor de première van de film in Los Angeles beschreef criticus Kevin Thomas de film als ‘aanstekelijk’ en schreef hij verder: "Er is geen seconde in deze film die er niet aan herinnert dat New Orleans qua architectuur, keuken en multiculturele diversiteit, evenals in haar muziek een uniek en belangrijk cultureel centrum is. Murphy heeft een film gemaakt die waardevoller is dan hij zich ooit had kunnen voorstellen."
In een Boston Herald recensie door Larry Katz werd gesteld dat de film "een gegarandeerde knaller is, of je nu een expert bent in Crescent City-geluiden of een totaal nieuwkomer die zich afvraagt wat de muziek uit New Orleans zo speciaal maakt" en beschreef het als "een zeer vermakelijke geschiedenisles".
De enige "rotte" recensie van de film op Rotten Tomatoes werd geschreven door Kyle Smith voor de New York Post, waar hij de film een beoordeling van 2,5 op 4 gaf en schreef: "De muzikanten zweren dat dit dansmuziek is, maar de beats zijn veel te log om de hiphopgeneratie in beweging te krijgen."
In een recensie van de dvd in het tijdschrift Rolling Stone stond: "Als de menselijke tragedie van de orkaan Katrina was afgewend, zou deze verkenning van de muziekgeschiedenis van Crescent City een gelukkige traktatie zijn geweest. In plaats daarvan is het effect ervan zeer doordringend."
In de driesterren dvd-recensie van Mike Clark in USA Today stond: "Gepland voor release lang voordat Katrina er een vreemde mix van uitbundigheid en liefdesverdriet van maakte, is deze documentaire / concert-eerbetoon aan New Orleans in het begin een beetje klinisch. Maar zelfs deze scènes hebben een ultieme extra betekenis omdat ze de geografie en ontmoetingsplaatsen conserveren, die nu op zijn best permanent veranderd zijn."
Craig Lindsey, geboren in New Orleans, recenseerde de nieuw uitgebrachte dvd voor The News & Observer en schreef: "Ik kon mezelf er nauwelijks toe brengen om naar Make it Funky! te kijken zonder eraan herinnerd te worden wat de film is gaan vertegenwoordigen. Vóór Katrina was het een liefdevolle valentijnskaart voor een stad en haar erfgoed. Nu is het een slecht getimd, ongelukkig eerbetoon."

## Thuismedia
De dvd werd op 27 september 2005 uitgebracht door Sony Pictures Home Entertainment. De releasedatum was aangekondigd vóór de orkaan Katrina. Het werd opzettelijk kort na de geplande bioscoopuitgave op dvd uitgebracht, zodat het deel kon uitmaken van een educatief curriculum over muziekgeschiedenis.
Extra functies op de dvd zijn onder meer de optie om alleen het concert te bekijken, drie korte documentaires die "kijken naar de cultuur van New Orleans, de rol van familie en de opmerkelijke muzikanten van de stad" en een verwijderde scène met de titel "Showdown at the Funky Butt" van een trombonegevecht tussen Big Sam en Trombone Shorty in een nachtclub.
Ondertitels o.a. in het Nederlands.
De film werd op 3 januari 2016 vrijgegeven voor streamingdiensten.